# Exodus: Bogowie i królowie
Exodus: Bogowie i królowie (ang. Exodus: Gods and Kings) – amerykański film fabularny o tematyce biblijnej z 2014 roku w reżyserii Ridleya Scotta.
Scott zadedykował ten film swojemu bratu, Tony’emu, który popełnił samobójstwo w 2012 roku.

## Fabuła
Fabuła oparta jest na Księdze Wyjścia i opowiada historię Mojżesza (Christian Bale), jego konfliktu z faraonem Ramzesem II (Joel Edgerton) oraz wyjścia Izraelitów z Egiptu i ich wędrówki do Ziemi Obiecanej.

## Obsada
- Christian Bale jako Mojżesz
- Joel Edgerton jako Ramzes II
- John Turturro jako Seti I
- Aaron Paul jako Jozue
- Ben Mendelsohn jako Hagep
- María Valverde jako Sefora
- Sigourney Weaver jako Tuya
- Indira Varma jako najwyższa kapłanka
- Ben Kingsley jako Nun
- Hiam Abbass jako Bithiah
- Kevork Malikyan jako Jetro
- Anton Alexander jako Datan
- Golshifteh Farahani jako Nefertari
- Tara Fitzgerald jako Miriam
- Andrew Tarbet jako Aaron
- Dar Salim jako dowódca Khyan

## Produkcja
Scenariusz napisali Adam Cooper, Bill Collage, Jeffrey Caine i Steven Zaillian, muzykę skomponował Alberto Iglesias, zaś autorem zdjęć był Dariusz Wolski. Zdjęcia kręcono na wyspie Fuerteventura, w Warzazat oraz w hiszpańskiej prowincji Almería (Andaluzja).

## Odbiór

### Box office
Exodus: Bogowie i królowie zarobił w USA i Kanadzie około 65 milionów USD, a w pozostałych krajach równowartość ponad 203 mln dolarów. Dało to łącznie ponad 268 milionów. Był to jednak słaby wynik finansowy ze względu na duży budżet filmu.

### Reakcja krytyków
Film spotkał się z chłodną reakcją krytyków. W agregatorze recenzji Rotten Tomatoes 30% z 208 recenzji uznano za pozytywne, a średnia ocen wystawionych na ich podstawie wyniosła 5 na 10. Z kolei w agregatorze Metacritic średnia ważona ocen z 43 recenzji wyniosła 52 punkty na 100.